# Elecciones parlamentarias de Islandia de 2017
Las elecciones parlamentarias de Islandia de 2017 se celebraron el 28 de octubre de ese mismo año, tras menos de un año de las pasadas elecciones debido al colapso del tripartito que gobernaba en coalición debido a un escándalo que ha desatado la salida de Futuro Brillante de la coalición, debido al conocimiento de que el padre del primer ministro, Bjarni Benediktsson, firmó una carta de recomendación a un pedófilo para restaurar su honor.

## Adelanto electoral
Tras las elecciones parlamentarias del país en 2016 se conformó un gobierno tripartito en el que se formó una coalición integrada por el Partido de la Independencia, el Partido de la Reforma y por el nuevo partido Futuro Brillante. Este gobierno se formó tras 72 días de las elecciones y después de que el Partido de la Independencia, el Movimiento de Izquierda-Verde y el Partido Pirata hubieran fallado en conseguir los apoyos en primera ronda. Entre los tres partidos sumaban una estrecha mayoría de un escaño en el Alþingi.
El escándalo que adelantó las elecciones se debió a que en el sistema legal islandés existe un mecanismo por el cual una persona puede ver su honor restaurado, lo que conlleva la restauración de ciertos derechos civiles, tras cinco años de cumplir sus sentencia. Para ello, la persona debe aportar tres cartas de recomendación de personas de buen carácter y reconocidas que conozcan al individuo. Hjalti Sigurjón Hauksson fue condenado por violaciones múltiples a su hijastra desde que esta tenía 5 años hasta que cumplió los 12. Cumplió una pena de prisión de cinco años y medio. El padre de Bjarni, era amigo del pederasta y le firmó una carta de recomendación que más tarde declaró que Hjalti le trajo ya redactada. Bjarni fue informado al respecto en julio de 2017 por el ministro de justicia, Sigridur Andersen, también del Partido de la Independencia, pero no fue revelado si Benedikt estaba involucrado o no por el gobierno al principio. Sigridur no informó de quién fue la persona que firmó la carta hasta que ordenó que lo hiciera. Bjarni dijo que habría sido ilegal que su ministro revelara la información antes.
En septiembre de 2017 salió a la luz que Benedikt estaba involucrado. Óttarr Proppé, líder de Futuro Brillante, anunció que su partido abandonaba la coalición de inmediato, acusando al Partido de la Independencia de una "grave violación de confianza". Benedikt se disculpó por haber firmado la carta. Sigridur dijo que está preparando un proyecto de ley para reformar el sistema de honor restaurado del sistema legal islandés. Finalmente el mecanismo heredado de 1940 fue derogado tras este escándalo.
Bjarni reconoció la necesidad de nuevas elecciones, aunque la decisión fue tomada por el presidente, Guðni Thorlacius Jóhannesson. Otros partidos apoyaron las nuevas elecciones, aunque Birgitta Jónsdóttir, presidente parlamentario del Partido Pirata, inicialmente sugirió que se explore un gobierno de coalición de cinco partidos con el Partido Pirata, el Partido de la Reforma, el Movimiento de Izquierda-Verde, los Socialdemócratas y con Futuro Brillante, si bien ya hubo discusiones fallidas para tal coalición después de las últimas elecciones.

## Campaña electoral
La campaña electoral en el país insular ha sido corta y muy parecida a la ya vivida para los comicios anteriores. Lo más destacado de la campaña fue la revelación por parte de un periódico islandés de que el primer ministro Benediktsson podría haber usado información privilegiada para deshacerse de activos por más de 1,3 millones de euros durante la crisis económica de 2008. Un posible delito de uso de información privilegiada en el mercado de valores tipificado en casi todos los sistemas legales del mundo.

### Partidos
Partidos con listas en todos los distritos electorales
- Futuro Brillante (centro), con la letra A
- Partido de Centro (centro / centro-derecha), con la letra M
- Partido Progresista (centro-derecha), con la letra B
- Reforma (centro / centro-derecha), con la letra C
- Partido de la Independencia (centro-derecha / derecha), con la letra D
- Alianza Socialdemócrata (centro izquierda), con la letra S
- Movimiento de Izquierda-Verde (izquierda), con la letra V
- Partido del Pueblo (izquierda, populista), con la letra F
- Partido Pirata (sincrético), con la letra P

Partidos con listas solo en algunos distritos electorales
- Frente Popular de Islandia (extremo izquierdo), con la letra R
- Amanecer, con la letra T

El Frente Nacional de Islandia (derechista/extrema derecha) iba a participar en las elecciones con la letra E de la lista, pero desde entonces ha retirado todas sus listas.

## Encuestas

Mov. de Izquierda-Verde V
Alianza Socialdemócrata S
Partido Pirata P
Futuro Brillante A
Partido de la Reforma C
Partido de Centro M
Partido Progresista B
Partido de la Independencia D
Partido del Pueblo F
Otros

| Mov. de Izquierda-Verde V Alianza Socialdemócrata S | Partido Pirata P Futuro Brillante A | Partido de la Reforma C Partido de Centro M | Partido Progresista B Partido de la Independencia D | Partido del Pueblo F Otros |

| Encuestador     | Fechas                   | Muestra | D    | V              | P    | B    | C    | A    | S    | F    | M    | Otros | % Líder |      |     |      |     |     |
| --------------- | ------------------------ | ------- | ---- | -------------- | ---- | ---- | ---- | ---- | ---- | ---- | ---- | ----- | ------- | ---- | --- | ---- | --- | --- |
| Encuestador     | Fechas                   | Muestra | MMR  | 26–27 Oct 2017 | 980  | 21,3 | 16,6 | 11,0 | 11,7 | 8,1  | 2,2  | Otros | % Líder | 12,5 | 4,4 | 11,4 | 0,9 | 4,7 |
| Gallup          | 23–27 Oct 2017           | 3.848   | 25,3 | 17,3           | 9,0  | 8,9  | 8,2  | 1,5  | 15,5 | 4,0  | 9,7  | 0,6   | 8,0     |      |     |      |     |     |
| Zenter          | 23–27 Oct 2017           | 962     | 22,5 | 19,6           | 9,6  | 9,6  | 7,1  | 1,9  | 14,7 | 4,3  | 10,2 | 0,7   | 2,9     |      |     |      |     |     |
| Háskóli Íslands | 22–25 Oct 2017           | 2.283   | 24,5 | 20,2           | 8,8  | 7,9  | 8,3  | 1,3  | 15,3 | 4,2  | 9,3  | 0,2   | 4,6     |      |     |      |     |     |
| Fréttablaðið    | 23–24 Oct 2017           | 1.602   | 24,1 | 19,2           | 9,4  | 6,2  | 7,5  | 1,9  | 14,3 | 4,4  | 9,6  | 3,4   | 4,9     |      |     |      |     |     |
| MMR             | 20–23 Oct 2017           | 979     | 22,9 | 19,9           | 9,3  | 8,6  | 5,5  | 1,8  | 13,5 | 4,7  | 12,3 | 1,3   | 3,0     |      |     |      |     |     |
| Háskóli Íslands | 16–19 Oct 2017           | 2.395   | 25,1 | 23,2           | 8,2  | 7,1  | 5,7  | 1,5  | 15,6 | 3,3  | 9,8  | 0,5   | 1,9     |      |     |      |     |     |
| Gallup          | 13–19 Oct 2017           | 2.870   | 22,6 | 23,3           | 10,7 | 7,4  | 5,8  | 1,2  | 13,3 | 5,7  | 9,4  | 0,5   | 0,7     |      |     |      |     |     |
| MMR             | 17–18 Oct 2017           | 1.007   | 19,9 | 19,1           | 11,9 | 8,0  | 6,7  | 1,6  | 15,8 | 5,3  | 11,0 | 0,8   | 0,8     |      |     |      |     |     |
| Fréttablaðið    | 16 Oct 2017              | 806     | 22,2 | 27,0           | 10,0 | 7,5  | 5,0  | 2,1  | 10,4 | 3,7  | 10,7 | 1,4   | 4,8     |      |     |      |     |     |
| Háskóli Íslands | 9–12 Oct 2017            | 1.250   | 22,6 | 27,4           | 9,2  | 5,5  | 3,4  | 2,6  | 15,3 | 6,5  | 6,4  | 1,1   | 4,8     |      |     |      |     |     |
| Gallup          | 29 Sep–12 Oct 2017       | 3.876   | 23,7 | 23,0           | 8,8  | 7,2  | 4,8  | 3,0  | 13,4 | 5,7  | 9,5  | 0,9   | 0,7     |      |     |      |     |     |
| MMR             | 6–11 Oct 2017            | 966     | 21,1 | 21,8           | 10,5 | 5,9  | 3,6  | 4,2  | 13,0 | 7,4  | 10,7 | 1,8   | 0,7     |      |     |      |     |     |
| Fréttablaðið    | 10 Oct 2017              | 804     | 22,2 | 29,9           | 8,5  | 7,1  | 3,3  | 3,6  | 8,3  | 6,1  | 9,2  | 1,8   | 7,7     |      |     |      |     |     |
| Háskóli Íslands | 2–6 Oct 2017             | 1.083   | 20,7 | 28,2           | 9,1  | 5,5  | 3,1  | 2,7  | 10,8 | 9,0  | 9,5  | 1,4   | 7,5     |      |     |      |     |     |
| Fréttablaðið    | 2–3 Oct 2017             | 800     | 22,3 | 28,6           | 11,4 | 5,5  | 3,0  | 2,6  | 10,6 | 5,8  | 8,9  | 1,4   | 6,3     |      |     |      |     |     |
| MMR             | 26–28 Sep 2017           | 1.012   | 23,5 | 24,7           | 10,0 | 6,4  | 4,9  | 2,5  | 10,4 | 8,5  | 7,3  | 1,7   | 1,2     |      |     |      |     |     |
| Háskóli Íslands | 25–28 Sep 2017           | 952     | 24,3 | 28,8           | 11,6 | 7,0  | 4,8  | 4,3  | 7,5  | 6,5  | 4,6  | 0,6   | 4,5     |      |     |      |     |     |
| Gallup          | 15–28 Sep 2017           | 4.092   | 23,1 | 25,4           | 10,3 | 9,9  | 3,6  | 4,6  | 9,3  | 10,1 | 2,0  | 1,6   | 2,3     |      |     |      |     |     |
| Háskóli Íslands | 19–21 Sep 2017           | 908     | 23   | 30             | 10   | 11   | 6    | 3    | 8    | 9    | –    | 0     | 7       |      |     |      |     |     |
| Fréttablaðið    | 18 Sep 2017              | 800     | 23,0 | 22,8           | 13,7 | 10,4 | 5,2  | 7,1  | 5,1  | 10,9 | –    | 1,8   | 0,2     |      |     |      |     |     |
| Zenter          | 15–18 Sep 2017           | 956     | 26,4 | 22,8           | 12,5 | 10,5 | 2,7  | 5,6  | 9,0  | 9,8  | –    | 0,8   | 3,6     |      |     |      |     |     |
| Gallup          | 14 Sep 2017              |         | 23,6 | 24,4           | 9,8  | 10,4 | 5,2  | 4,4  | 9,1  | 11,6 | –    | 1,5   | 0,8     |      |     |      |     |     |
| MMR             | 4 Sep 2017               |         | 25,9 | 19,2           | 13,8 | 9,7  | 7,3  | 3,0  | 9,6  | 9,1  | –    | 2,4   | 6,7     |      |     |      |     |     |
| Gallup          | 10–30 Ago 2017           | 4.108   | 26,3 | 19,5           | 13,1 | 10,8 | 4,8  | 2,8  | 9,7  | 10,6 | –    | 2,4   | 6,8     |      |     |      |     |     |
| MMR             | 15–18 Ago 2017           | 955     | 24,5 | 20,5           | 13,5 | 10,1 | 6,0  | 3,6  | 10,6 | 6,7  | –    | 4,5   | 4,0     |      |     |      |     |     |
| Gallup          | 12–31 Jul 2017           | 3.827   | 26,5 | 21,2           | 12,9 | 11,4 | 5,3  | 3,7  | 9,1  | 8,4  | –    | 1,5   | 5,3     |      |     |      |     |     |
| MMR             | 18–21 Jul 2017           | 909     | 29,3 | 20,4           | 13,3 | 9,6  | 4,6  | 2,4  | 10,6 | 6,1  | –    | 3,6   | 8,9     |      |     |      |     |     |
| Gallup          | 15 Jun–2 Jul 2017        | 2.870   | 27,5 | 21,5           | 14,2 | 11,3 | 5,6  | 3,3  | 9,2  | 3,8  | –    | 3,6   | 6,0     |      |     |      |     |     |
| MMR             | 21 Jun 2017              |         | 28,4 | 22,6           | 13,3 | 10,2 | 5,3  | 3,3  | 9,1  | 2,8  | –    | 5,0   | 5,8     |      |     |      |     |     |
| MMR             | 6–14 Jun 2017            | 974     | 24,9 | 20,6           | 13,7 | 13,4 | 5,2  | 2,9  | 11,3 | 2,8  | –    | 5,2   | 4,3     |      |     |      |     |     |
| Gallup          | 3–31 de mayo de 2017     | 7.133   | 25,6 | 24,3           | 12,9 | 11,0 | 6,2  | 3,4  | 9,4  | 4,2  | –    | 3,0   | 1,3     |      |     |      |     |     |
| MMR             | 11–16 de mayo de 2017    | 943     | 25,6 | 21,4           | 14,1 | 12,2 | 5,5  | 3,4  | 9,3  | 3,6  | –    | 5,0   | 4,2     |      |     |      |     |     |
| Gallup          | 30 Mar–1 de mayo de 2017 | 8,206   | 26,4 | 24,0           | 13,1 | 10,9 | 6,9  | 4,4  | 8,3  | 3,7  | –    | 3,3   | 2,4     |      |     |      |     |     |
| MMR             | 11–26 de abril de 2017   | 926     | 25.2 | 23.4           | 12.8 | 11.1 | 5.0  | 3.2  | 10.6 | 3.2  | –    | 5.4   | 1.8     |      |     |      |     |     |
| Gallup          | 2–30 Mar 2017            | 5.798   | 29.2 | 24,5           | 10,3 | 10,5 | 6,0  | 6,0  | 8,3  | 2,8  | –    | 2,4   | 4,7     |      |     |      |     |     |
| Fréttablaðið    | 20–21 Mar 2017           | 791     | 32,1 | 27,3           | 14,3 | 7,0  | 3,1  | 3,8  | 8,8  | –    | –    | 3,6   | 4,8     |      |     |      |     |     |
| MMR             | 6–13 Mar 2017            | 921     | 25,4 | 23,5           | 13,7 | 11,4 | 5,5  | 5,0  | 8,8  | 3,7  | –    | 3,0   | 1,9     |      |     |      |     |     |
| Gallup          | 1–28 Feb 2017            | 5.557   | 27,6 | 24,3           | 12,0 | 10,7 | 5,4  | 6,4  | 8,3  | 2,4  | –    | 2,9   | 3,3     |      |     |      |     |     |
| MMR             | 17–24 Feb 2017           | 928     | 26,9 | 23,9           | 11,6 | 12,2 | 6,3  | 5,2  | 8,0  | 2,5  | –    | 3,4   | 3,3     |      |     |      |     |     |
| MMR             | 10–15 Feb 2017           | 983     | 24,4 | 27,0           | 11,9 | 10,7 | 6,2  | 5,4  | 10,0 | 2,6  | –    | 1,8   | 2,6     |      |     |      |     |     |
| MMR             | 1–5 Feb 2017             | 983     | 23,8 | 27,0           | 13,6 | 9,7  | 5,6  | 5,3  | 7,8  | 3,6  | –    | 3,6   | 3,2     |      |     |      |     |     |
| Gallup          | 5–29 Ene 2017            | 4.288   | 28,0 | 22,8           | 13,4 | 10,5 | 5,3  | 7,2  | 7,3  | 3,3  | –    | 2,2   | 5,2     |      |     |      |     |     |
| MMR             | 12–26 Ene 2017           | 910     | 24,6 | 22,0           | 13,6 | 12,5 | 6,8  | 7,0  | 7,0  | 3,6  | -    | 2,9   | 2,6     |      |     |      |     |     |
| MMR             | 3–10 Ene 2017            | 954     | 26,1 | 24,3           | 14,6 | 10,9 | 6,9  | 6,3  | 6,4  | 2,1  | –    | 2,4   | 1.8     |      |     |      |     |     |
| Gallup          | 1–29 Dic 2016            | 4.192   | 29,0 | 20,0           | 14,6 | 8,9  | 7,4  | 8,7  | 7,5  | 2,2  | –    | 1,7   | 9,0     |      |     |      |     |     |
| MMR             | 26 Dic 2016              |         | 29,3 | 20,7           | 12,7 | 10,2 | 7,0  | 9,1  | 6,9  | 2,2  | –    | 1,9   | 8,6     |      |     |      |     |     |
| MMR             | 14 Dic 2016              |         | 29,6 | 21,6           | 14,1 | 9,1  | 5,6  | 8,9  | 6,3  | 1,6  | –    | 3,2   | 8,0     |      |     |      |     |     |
| Fréttablaðið    | 12–14 Dic 2016           | 791     | 31,8 | 17,0           | 13,1 | 9,7  | 10,1 | 10,8 | 5,6  | –    | -    | 1,9   | 14,8    |      |     |      |     |     |
| MMR             | 1 Dic 2016               |         | 26,1 | 20,5           | 15,6 | 8,0  | 7,8  | 9,8  | 6,6  | 1,9  | –    | 3,7   | 5,6     |      |     |      |     |     |
| Gallup          | 10–29 Nov 2016           | 5.207   | 28,0 | 20,9           | 13,7 | 9,0  | 8,9  | 8,6  | 5,3  | 3,0  | -    | 2,6   | 7,1     |      |     |      |     |     |
| MMR             | 7–14 Nov 2016            | 904     | 26,0 | 20,7           | 11,9 | 9,4  | 10,6 | 9,6  | 5,6  | 3,4  | –    | 2,8   | 5,3     |      |     |      |     |     |
| Elecciones 2016 | 29 Oct 2016              | –       | 29,0 | 15,9           | 14,5 | 11,5 | 10,5 | 7,2  | 5,7  | 3,5  | –    | 2,2   | 13,1    |      |     |      |     |     |

## Resultados
| Partidos                                                                                       | Partidos                                                          | Partidos | Líder                        | Votos   | %    | +/−%   | Escaños | +/− |
| ---------------------------------------------------------------------------------------------- | ----------------------------------------------------------------- | -------- | ---------------------------- | ------- | ---- | ------ | ------- | --- |
|                                                                                                | Partido de la Independencia (Sjálfstæðisflokkurinn)               | D        | Bjarni Benediktsson          | 49.543  | 25,2 | -3,8   | 16      | –5  |
|                                                                                                | Movimiento de Izquierda-Verde (Vinstrihreyfingin - Grænt Framboð) | V        | Katrin Jakobsdóttir          | 33.155  | 16,9 | +1     | 11      | +1  |
|                                                                                                | Alianza Socialdemócrata (Samfylkingin)                            | S        | Logi Már Einarsson           | 23,652  | 12.1 | +6,4   | 7       | +4  |
|                                                                                                | Partido de Centro (Miðflokkurinn)                                 | M        | Sigmundur Davíð Gunnlaugsson | 21,335  | 10.9 | -      | 7       | -   |
|                                                                                                | Partido Progresista (Framsóknarflokkurinn)                        | B        | Sigurður Ingi Jóhannsson     | 21,016  | 10.7 | -0,8   | 8       | 0   |
|                                                                                                | Partido Pirata (Pírataflokkurinn)                                 | P        | Helgi Hrafn Gunnarsson       | 18.051  | 9,2  | -5,3   | 6       | –4  |
|                                                                                                | Partido del Pueblo (Flokkur fólksins)                             | F        | Inga Sæland                  | 13.502  | 6,9  | +3,46  | 4       | +4  |
|                                                                                                | Reforma (Viðreisn)                                                | C        | Benedikt Jóhannesson         | 13.122  | 6,7  | -3,8   | 4       | –3  |
|                                                                                                | Futuro Brillante (Björt framtíð)                                  | A        | Óttarr Proppé                | 2.394   | 1,2  | -6     | 0       | –4  |
|                                                                                                | Frente Popular de Islandia (Alþýðufylkingin)                      | R        |                              | 375     | 0.2  | -0,1   | 0       | 0   |
|                                                                                                | Amanecer (Dögun)                                                  | T        |                              | 101     | 0,1  | -0,073 | 0       | 0   |
| Total                                                                                          | Total                                                             | Total    | Total                        | 201.777 | 100  | -      | 63      | -   |
| Votos en blanco o nulos: 5.531; participación: 81,2%. Fuente: Morgunblaðið (islandés e inglés) |                                                                   |          |                              |         |      |        |         |     |

### Comparación del voto y escaño obtenido
| \| Voto ciudadano \| Voto ciudadano \| Voto ciudadano \| Voto ciudadano \| Voto ciudadano \| \| --------------- \| --------------- \| -------------- \| -------------- \| -------------- \| \| Partido \| Partido \| \| Porcentaje \| Porcentaje \| \| D \| D \| \| 25.2 % \| 25.2 % \| \| V \| V \| \| 16.9 % \| 16.9 % \| \| S \| S \| \| 12.1 % \| 12.1 % \| \| M \| M \| \| 10.9 % \| 10.9 % \| \| B \| B \| \| 10.7 % \| 10.7 % \| \| P \| P \| \| 9.2 % \| 9.2 % \| \| F \| F \| \| 6.9 % \| 6.9 % \| \| C \| C \| \| 6.7 % \| 6.7 % \| \| A \| A \| \| 1.2 % \| 1.2 % \| \| Otros \| Otros \| \| 0.3 % \| 0.3 % \| \| Votos en blanco \| Votos en blanco \| \| 2.38 % \| 2.38 % \| |                 |  |            |            |
| Voto ciudadano |                 |  |            |            |
| Partido | Partido         |  | Porcentaje | Porcentaje |
| D | D               |  | 25.2 %     | 25.2 %     |
| V | V               |  | 16.9 %     | 16.9 %     |
| S | S               |  | 12.1 %     | 12.1 %     |
| M | M               |  | 10.9 %     | 10.9 %     |
| B | B               |  | 10.7 %     | 10.7 %     |
| P | P               |  | 9.2 %      | 9.2 %      |
| F | F               |  | 6.9 %      | 6.9 %      |
| C | C               |  | 6.7 %      | 6.7 %      |
| A | A               |  | 1.2 %      | 1.2 %      |
| Otros | Otros           |  | 0.3 %      | 0.3 %      |
| Votos en blanco | Votos en blanco |  | 2.38 %     | 2.38 %     |

| \| Escaños \| Escaños \| Escaños \| Escaños \| Escaños \| \| ------- \| ------- \| ------- \| ---------- \| ---------- \| \| Partido \| Partido \| \| Porcentaje \| Porcentaje \| \| D \| D \| \| 23.2 % \| 23.2 % \| \| V \| V \| \| 17.5 % \| 17.5 % \| \| B \| B \| \| 12.7 % \| 12.7 % \| \| S \| S \| \| 11.1 % \| 11.1 % \| \| M \| M \| \| 11.1 % \| 11.1 % \| \| P \| P \| \| 9.5 % \| 9.5 % \| \| F \| F \| \| 6.35 % \| 6.35 % \| \| C \| C \| \| 6.35 % \| 6.35 % \| |         |  |            |            |
| Escaños |         |  |            |            |
| Partido | Partido |  | Porcentaje | Porcentaje |
| D | D       |  | 23.2 %     | 23.2 %     |
| V | V       |  | 17.5 %     | 17.5 %     |
| B | B       |  | 12.7 %     | 12.7 %     |
| S | S       |  | 11.1 %     | 11.1 %     |
| M | M       |  | 11.1 %     | 11.1 %     |
| P | P       |  | 9.5 %      | 9.5 %      |
| F | F       |  | 6.35 %     | 6.35 %     |
| C | C       |  | 6.35 %     | 6.35 %     |

### Lectura de los resultados
Con el pronosticado triunfo de los conservadores en los comicios, el próximo gobierno no está asegurado, dado que los partidos de izquierda han conseguido un triunfo importante aumentando considerablemente sus resultados. Además, la coalición de gobierno pre-negociada antes de las elecciones entre el Movimiento de Izquierda-Verde, la Alianza Socialdemócrata, el Partido Progresista y el Partido Pirata tienen 32 escaños justos, lo que les permitiría conformar un gobierno de izquierdas con Katrin Jakobsdóttir a la cabeza.

## Formación de gobierno
En los días siguientes, los líderes de los partidos de Izquierda-Verde, Partido de la Independencia y del Partido Progresista discutieron la posibilidad de formar una coalición juntos, con los de Izquierda-Verde insistiendo en que Katrín se convierta en primera ministra en ese caso, una idea apoyada por los progresistas; a cambio, el primer ministro saliente Bjarni Benediktsson sería nombrado ministro de Finanzas. En una reunión de parlamentarios de Izquierda-Verde el 13 de noviembre, 9 votaron a favor y 2 en contra de abrir conversaciones formales con el Partido de la Independencia, los dos que se opusieron fueron Andrés Ingi Jónsson y Rósa Björk Brynjólfsdóttir. La organización juvenil de la Izquierda-Verde anunció su vehemente oposición al gobierno con el Partido de la Independencia, y docenas de miembros del partido renunciaron a su membresía en protesta. Si las conversaciones de coalición son exitosas, entonces el nuevo gobierno sería el primero que incluye al Partido de la Independencia y a un partido de izquierda representado en el Althing desde 1944 hasta 1947, cuando gobernó en coalición con el de extrema izquierda Partido de Unidad Popular - Partido Socialista.
Las conversaciones concluyeron rápidamente, y después de reunirse con Katrín el 28 de noviembre, Guðni le otorgó formalmente el mandato de dirigir un gobierno con el Partido de la Independencia y el Partido Progresista, a la espera del apoyo de cada una de los partidos, y el nuevo gobierno se oficializó el 30 de noviembre después de que los comités del partido aprobaran el acuerdo del gobierno.